# إبراهيم السمان (كاتب)
إبراهيم السمان إعلامي وكاتب أردني، وأحد رواد الإعلام في العالم العربي ومن مؤسسي الإعلام الأردني.

## حياته
ولد في مدينة القدس عام 1938 وأنهى تعليمه فيها وعمل مساعد وكيل وزارة الأعلام الأردنية اشتهر في أواخر السبعينات حتى منتصف الثمانينات بتقديم البرنامج الثقافي الصحة والحياة على شاشة التلفزيون الأردني له عدة مؤلفات منها بيدر الحياة، وسفارة الأدب، وأصوات عربية من الأدب الإذاعي، ودموع المحار وكتاب ضيف على الذكريات توفي في 1/3/2009 في عمان.
- تخصص في كتابة وإعداد وإخراج البرامج الإذاعية وإعداد وتقديم البرامج التلفزيونية الصحية
- أول من أسس البرامج العسكرية في الإعلام الأردني، حيث قام بتأسيس وإعداد برنامج «الجيش» في الإذاعة ولمدة عشرة سنوات
- أول من قام بتأسيس مفهوم التثقيف الصحي في الأردن من خلال استحداث برنامج «الصحة والحياة» الذي قام بتقديمه على شاشة التلفزيون الأردني منذ العام 1975 وعلى مدى أكثر من عشرين عاماً، وبرنامج «طبيب الإذاعة» في الإذاعة الأردنية حيث استحدثه منذ عام 1951 ولمدة حوالي نصف قرن
- شغل منصب مدير الإذاعة الأردنية في القدس
- عمل ضمن الفريق الإعلامي المرافق لجلالة الملك حسين بن طلال وشارك في العديد من مؤتمرات القمة العربية والدولية
- ساهم بتأسيس الإذاعية الأردنية الجديدة عندما انتقلت إلى عمان

عمل في وزارة الإعلام حتى شغل منصب وكيل الوزارة حيث أحيل إلى التقاعد عام 1987 بعد 36 عاماً من العمل في ميدان الإعلامي ضمن القطاع العام
- عمل مستشاراً إعلامياً لمدير الأمن العام في الفترة 1988 – 2000
- عمل مديراً لتحرير مجلة الشرطة لمدة 10 سنوات
- أسس مجلة «الصحة والحياة» عام 1994
- قام بالكتابة في العديد من الصحف المحلية والعربية كصحيفة الشعب، الدستور، والرأي، وأخبار الأسبوع.
- قام بالكتابة في العديد من المجلات المحلية والعربية كمجلة أكتوبر، والعربي، والتنمية، والسماعة، ومجلة الجامعة الأردنية، والرائد العربي.

## أعماله
قام بتأليف 6 كتب هي: 
- من بيدر الحياة
- ضيف على الذكريات
- سفارة الأدب
- أصوات عربية
- دموع المحار
- شارع الموسيقى

عضو رابطة واتحاد الكتاب والأدباء الأردنيين
عضو الهيئة التأسيسية والهيئة الإدارية لجمعية أصدقاء بنك العيون الأردني
عضو الهيئة الإدارية لجمعية التبرع بالدم الأهلية
عضو جمعية ابن سيناء للشلل الدماغي
عضو فخري في جمعية الجراحين الأردنية
عضو فخري في جمعية الأمراض الصدرية
عضو فخري في جمعية الأمراض النسائية

## التكريم
- وسام الاستقلال من الدرجة الأولى من الملك حسين بن طلال عام 1994
- وسام الاستقلال الأردني من الدرجة الرابعة من الملك حسين بن طلال في عام 1956
- قامت نقابة الأطباء الأردنيين بتكريمه عدة مرات حيث منحته علم النقابة عام 1987، ودرع النقابة عام 1990، وقامت بتكريمه كذلك عام 2007
- قامت نقابة أطباء الأسنان بتكريمه ومنحه درع النقابة
- قام المؤتمر الطبي الثالث للأمراض النفسية بتسليمه درع المؤتمر تكريماً له
- قامت رابطة الفنانين الأردنيين بمنحه درعها تكريماً له كأحد أبرز الفنانين ورواد الفن الإذاعي والتلفزيوني
- قامت مؤسسة الإذاعة والتلفزيون بتكريمه وتسليمه تمثال السوسنة السوداء